# بارانی (فیلم ۲۰۰۴)
بارانی (انگلیسی: Raincoat) فیلمی است که در سال ۲۰۰۴ منتشر شد. از بازیگران آن می‌توان به اجی دیوگن و آیشواریا رای اشاره کرد.